# Пипин Мали
Пипин Мали је био последњи франачки мајордом који је новембра 751. године збацио последњег лењог краља Хилдерика III, чиме је окончана владавина Меровинга и отпочела владавина Каролинга.

## Долазак на власт
Родио се 714. године као син франачког мајордома Карла Мартела. 741. по смрти Карла Мартела преузима власт заједно са братом Карломаном. Да би обезбедили легитимитет довели су на престо Хиделрика III Меровинга 743. године, кога су пронашли у манастиру. 747. Карломан се повукао у манастир Монте Касино и власт потпуно препустио брату. 751. на сабору у Соасону, уз подршку тадашњег папе Захарија Пипин Мали добија краљевску круну и збацује Хиделрика III. Хиделрик III је последњи владар меровиншке династије дугокосих краљева, који је при збацивању понижавајуће ошишан и враћен у манастир. Папа је смену династија правдао тиме да је боље да буде краљ онај који стварно влада. Пипин Мали званично започиње Каролиншку династију.

## Односи са црквом
Долазак на власт Пипина Малог и Карломана обележен је и сређивањем односа са црквом који су заоштрени за време Карла Мартела због секуларизације црквених земљопоседа. Побољшање односа је требало још јаче да их учврсти на престолу. Током њихове владавине сазивају се сабори који заводе строгу црквену организацију и хијерархију. Стварају се степенице црквених положаја. Прописује се строго придржавање бенедиктинског статута по манастирима. Сва одузета црквена земља се сматрала још увек црквеном, али је остајала у рукама обрађивача који плаћају цркви десетак, поред оног који плаћају држави -'двојни десетак'. Реформа је имала јаку опозицију, али је остварена учврстивши мајордоме на власти и доневши касније и краљевску круну. Краљевска круна је последица кризе са Лангобардима и заједничких интереса са папом.

## Освајања и ратови
Током своје владавине (што као мајордом, што као краљ) освојио је од Лангобарда Равенски егзархат, у савезу са папом Стефаном II. Поред тога освојио је Баварску и 759. године од Арапа Нарбону и читаву Септиманију, а водио је борбе са Саксонцима. Папи Стефану II 756. године предаје на вечита времена земље Римске области и Равенског егзархата, без обзира на противљење Византије чиме су ударени темељи Папској држави. Од 760. до 768. ратовао је у Аквитанији.
При крају своје владавине је, према франачком обичају, поделио краљевство својим синовима Карлу и Карломану. Умро је 768. године.

## Породично стабло
|  |                      |  |  |  |  |  |  |  |  |  |  |  |  |  |  |  |
|  | 4. Пипин Херисталски |  |  |  |  |  |  |  |  |  |  |  |  |  |  |  |
|  |                      |  |  |  |  |  |  |  |  |  |  |  |  |  |  |  |
|  |                      |  |  |  |  |  |  |  |  |  |  |  |  |  |  |  |
|  | 2. Карло Мартел      |  |  |  |  |  |  |  |  |  |  |  |  |  |  |  |
|  |                      |  |  |  |  |  |  |  |  |  |  |  |  |  |  |  |
|  |                      |  |  |  |  |  |  |  |  |  |  |  |  |  |  |  |
|  | 1. Пипин Мали        |  |  |  |  |  |  |  |  |  |  |  |  |  |  |  |
|  |                      |  |  |  |  |  |  |  |  |  |  |  |  |  |  |  |
|  |                      |  |  |  |  |  |  |  |  |  |  |  |  |  |  |  |
|  | 3. Ротруда од Трира  |  |  |  |  |  |  |  |  |  |  |  |  |  |  |  |
|  |                      |  |  |  |  |  |  |  |  |  |  |  |  |  |  |  |
|  |                      |  |  |  |  |  |  |  |  |  |  |  |  |  |  |  |